# Alex Anzalone
Alex Anzalone (* 22. September 1994 in Wyomissing, Pennsylvania) ist ein US-amerikanischer American-Football-Spieler in der National Football League (NFL). Er spielt für die Detroit Lions als Linebacker. Von 2017 bis 2020 stand Anzalone bei den New Orleans Saints unter Vertrag.

## College
Anzalone besuchte die University of Florida und spielte für deren Team, die Gators, erfolgreich College Football. In 32 Partien konnte er insgesamt 75 Tackles setzen und zwei Pässe verteidigen.

## NFL
Anzalone wurde beim NFL Draft 2017 in der dritten Runde als insgesamt 76. von den New Orleans Saints ausgesucht und erhielt einen Vierjahresvertrag in der Höhe von 3,46 Millionen US-Dollar sowie ein Handgeld (Signing Bonus) von 864.592 Dollar. Aufgrund seiner guten Leistungen in der Vorbereitung wurde er in seiner Rookie-Saison als Starting Outside Linebacker aufgeboten. Er zog sich allerdings beim Spiel gegen die Miami Dolphins, das im Rahmen der NFL International Series in London stattfand, eine schwere Schulterverletzung zu und musste auf die Injured Reserve List gesetzt werden, wodurch die Spielzeit für ihn bereits nach 4 Spielen zu Ende war.
2018 kam er in allen Spielen zum Einsatz. Im Spiel gegen die Los Angeles Rams gelang ihm seine erste Interception.
Die Spielzeit 2019 war für Anzalone mit einer neuerlichen Schulterverletzung schon nach zwei Partien zu Ende.
Nach dem Auslaufen seines Rookievertrags nahmen die Detroit Lions Anzalone im März 2021 unter Vertrag. Er kam in 14 Spielen als Starter zum Einsatz und erzielte 78 Tackles, einen Sack und eine Interception, zudem konnte er sieben Pässe verhindern. Im März 2022 verlängerte Anzalone seinen Vertrag in Detroit.